# Amy Eilberg
 Amy Eilberg, née le 12 octobre 1954 à Philadelphie, est la première femme à avoir été ordonnée rabbin dans le judaïsme conservateur. Elle est ordonnée  en 1985 par le Jewish Theological Seminary of America, l'un des centres spirituels du Mouvement Massorti.

## Premières années
Eilberg est née le 12 octobre 1954, à Philadelphie en Pennsylvanie aux États-Unis.  Son père, Joshua Eilberg est politicien de carrière, membre du Parti démocrate et élu représentant de la Pennsylvanie à la Chambre des représentants. Sa mère, Gladys Eilberg, est une travailleuse sociale dans une organisation gouvernementale qui intervient auprès des familles démunies.  Ses parents ne sont pas particulièrement des juifs pratiquants, mais quand Amy Eilerg a quatorze ans, elle les convainc de suivre les lois alimentaires de la cacheroute. Au lycée, elle participe au mouvement United Synagogue Youth  et plus tard elle est leader jeunesse au Camp Ramah.
En 1972, Eilberg s'inscrit à l'Université Brandeis. Elle fait une majeure en études juives, et devient une membre active du Hillel sur le campus. Elle apprend à lire la Torah et elle explore sa relation au rituel juif. En 1976, elle est diplômée de l'université Brandeis et s’inscrit au Jewish Theological Seminary  (JTS) du Mouvement Massorti, ceci afin de faire des études en Talmud. Après avoir reçu son Master, elle enseigne au Midreshet Yerushalayim, une école de formation dirigée par le JTS en Israël. Quand elle découvre en 1979 que le Mouvement Massorti balaye d'un revers de la main la question de l'ordination des femmes, elle est déçue mais elle décide de continuer à étudier la Thora. Elle s'inscrit dans un programme de formation en travail social au Smith College et reçoit son diplôme de travailleuse sociale en 1984.

## Collège rabbinique
Depuis le début des années 1970, les dirigeants du Jewish Theological Seminary ont engagé des discussions sérieuses et une réflexion sur l'ordination des femmes. Devant les décisions du Judaïsme réformiste et du mouvement reconstructionniste d'ordonner  des femmes comme rabbin, les membres de l'Assemblée rabbinique, l'organisation centrale des rabbins conservateurs, entreprennent des débats  entre eux sur la question de l'ordination des femmes. Le Mouvement Massorti révise ses positions en 1984 et Eilberg signe immédiatement pour les classes de l'école rabbinique de l'automne de 1984.

## Ordination
Ordonnée rabbin le 12 mai 1985, à l'âge de 30 ans, Eilberg est la première femme ordonnée par le Mouvement Massorti,

## Vie rabbinique
En 1986, Rabbi Eilberg est la première femme nommée pour siéger sur le comité sur la loi juive et les normes de à l'Assemblée rabbinique (dénommé le Rabbinical Assembly's Committee on Jewish Law and Standards en langue anglaise).  Elle travaille comme aumônier dans un hôpital d'Indianapolis et devient par la suite rabbin adjoint au Temple Har Zion près de Philadelphie. En 1989, elle démissionne de son poste de rabbin à cette synagogue.: Dans sa lettre de démission  elle explique son désir comme maman de passer plus de temps avec sa fille comme l'une des motivations de sa décision. Elle écrit également avoir réalisé que sa véritable passion est pour le travail d'accompagnement spirituel en milieu hospitalier. 
En 1991 elle est cofondatrice du Bay Area Jewish Healing Center (un groupe juif de psychologues et de travailleurs sociaux) et consacre son travail pour l'aide spirituelle aux malades en phase terminale. Lors de la crise du sida, elle offre son aide spirituelle et son écoute aux juifs vivant avec cette maladie et aux familles en deuil de la perte d'un être.

## Vie personnelle
Eilberg s'est mariée deux fois, d'abord avec Howard Schwartz, puis, en 1996, avec Louis E. Newman, professeur d'études judaïques à l'Université Carleton. Elle a une fille, Penina, de son premier mariage, et deux beaux-fils, Etan et Jonas, de son second mariage.

## Écrits de la rabbi Eilberg
- Amy Eilberg, « Kol Isha: A New Voice in Conservative Judaism. », dans Nina Beth Cardin, David Wolf Silverman, The Seminary at 100, 1987
- Amy Eilberg, « I Must Keep Singing: Psalm 137 », dans Simkha Weintraub, Healing of Spirit, Healing of Body, 1994
- Amy Eilberg, « Walking in the Valley of the Shadow: Caring for the Dying and Their Loved Ones », dans Dayle Friedman, Jewish Pastoral Care, 2001
- Amy Eilberg, « A Grieving Ritual Following Miscarriage », dans Debra Orenstein, Lifecycles: Jewish Women on Life Passages and Personal Milestones, 2004

#### Vidéo
- Allocution du Rabbi Amy Eilberg au diner du Guardian of Democracy Dinner, le 16 octobre 2010